# トン・ローセンダール
トン・ローセンダール（オランダ語: [tɔn ˈroːsɛnˌdaːl] ; 1960年3月20日生まれ ）は、オランダのソフトウェア開発者および映画プロデューサー。オープンソースの3D作成スイートBlender 最初の作成者として知られる。彼はまた、 Blender Foundationの創設者兼会長として、また大規模なオープンコンテンツプロジェクトの先駆者としても知られる。 2007年、彼はアムステルダムにBlender Instituteを設立し、Blender開発の調整、マニュアルとDVDトレーニングの発行、3Dアニメーションとゲームプロジェクトのオーガナイズに尽力した。